# Coppa d'Europa 1994-1995
La Coppa d'Europa 1994-1995 di pallacanestro maschile venne vinta dalla Benetton Treviso.

## Risultati

### Primo turno
| Squadra 1           | Totale    | Squadra 2                | Andata | Ritorno |
| ------------------- | --------- | ------------------------ | ------ | ------- |
| Hiefenech           | 161 - 177 | Slovakofarma Pezinok     | 83-96  | 78-81   |
| Vllaznia            | 158 - 170 | Universitatea Cluj       | 86-87  | 72-83   |
| Durox BG Leuven     | 170 - 181 | Norrköping Dolphins      | 85-90  | 85-91   |
| Čelik               | 123 - 168 | Marc-Körmend             | 55-76  | 68-92   |
| MZT Aerodrom Skopje | 124 - 134 | Atletas Kaunas           | 80-74  | 44-60   |
| Tapiolan Honka      | 123 - 186 | Nobiles Włocławek        | 81-90  | 82-96   |
| Sankt Pölten        | 165 - 157 | BHC SKP Pardubice        | 89-86  | 76-71   |
| Bonus               | 186 - 167 | Avtodor Saratov          | 95-79  | 91-88   |
| APOEL Nicosia       | 160 - 162 | Plama Pleven             | 78-64  | 82-98   |
| Kiev                | 159 - 152 | Mustang Jeans Den Helder | 89-63  | 70-89   |

### Secondo turno
| Squadra 1            | Totale    | Squadra 2                     | Andata | Ritorno |
| -------------------- | --------- | ----------------------------- | ------ | ------- |
| Slovakofarma Pezinok | 151 - 174 | Taugrés Baskonia              | 65-84  | 86-90   |
| Universitatea Cluj   | 120 - 171 | Strasburgo                    | 54-88  | 66-83   |
| Norrköping Dolphins  | 157 - 169 | Zagabria                      | 83-74  | 74-95   |
| Marc-Körmend         | 117 - 148 | Iraklis Aspis                 | 51-60  | 66-88   |
| Atletas Kaunas       | 133 - 138 | Hapoel Gerusalemme            | 77-62  | 56-76   |
| Nobiles Włocławek    | 159 -1 57 | Ovarense                      | 75-58  | 84-99   |
| Sankt Pölten         | 148 - 210 | Fenerbahçe                    | 81-79  | 67-131  |
| Bonus                | 156 - 166 | Kovinotehna Savinjska Polzela | 89-84  | 67-82   |
| Plama Pleven         | 153 - 197 | Benetton Treviso              | 77-87  | 76-110  |
| Kiev                 | 169 - 160 | Brandt Hagen                  | 77-70  | 92-90   |

### Ottavi di finale
Thames V. Tigers, Croatia Osiguranje, Budivelnyk Kiev, Žalgiris Kaunas, Olympique Antibes, Bioveta Brno, Hapoel Tel Aviv, Honvéd, Racing Maes-Flandria Mechelen, Fidefinanz Bellinzona, Kärcher Hisings-Kärra, Pezoporikos Larnaca, ASK Brocēni e Baník Cígeľ Prievidza provenienti dalla Coppa dei Campioni 1994-1995.
| Squadra 1                     | Totale    | Squadra 2                     | Andata | Ritorno |
| ----------------------------- | --------- | ----------------------------- | ------ | ------- |
| Thames V. Tigers              | 146 - 148 | Croatia Osiguranje            | 77-72  | 69-76   |
| Budivelnyk Kiev               | 186 - 219 | Kiev                          | 91-118 | 95-101  |
| Žalgiris Kaunas               | 172 - 177 | Nobiles Włocławek             | 99-88  | 73-89   |
| Zagabria                      | 143 - 162 | Olympique Antibes             | 82-79  | 61-83   |
| Bioveta Brno                  | 138 - 165 | Hapoel Tel Aviv               | 72-79  | 66-86   |
| Honvéd                        | 150 - 185 | Racing Maes-Flandria Mechelen | 80-94  | 70-91   |
| Hapoel Gerusalemme            | 157 - 161 | Taugrés Baskonia              | 91-82  | 66-79   |
| Strasburgo                    | 145 - 149 | Fidefinanz Bellinzona         | 72-72  | 73-77   |
| Kovinotehna Savinjska Polzela | 130 - 163 | Iraklis Aspis                 | 66-69  | 64-94   |
| Fenerbahçe                    | 160 - 157 | Kärcher Hisings-Kärra         | 81-62  | 79-95   |
| Pezoporikos Larnaca           | 140 - 219 | Benetton Treviso              | 91-109 | 49-110  |
| ASK Brocēni                   | 168 - 131 | Baník Cígeľ Prievidza         | 86-65  | 82-66   |

### Quarti di finale

#### Gruppo A
|    | Squadra                   | G  | V | P | PF  | PS  | Dif  | P.ti |
| -- | ------------------------- | -- | - | - | --- | --- | ---- | ---- |
| 1. | Olympique Antibes         | 10 | 9 | 1 | 857 | 752 | +105 | 19   |
| 2. | Iraklis Aspis             | 10 | 9 | 1 | 809 | 715 | +93  | 19   |
| 3. | Croatia Osiguranje        | 10 | 5 | 5 | 766 | 731 | +35  | 15   |
| 4. | R. Maes-Flandria Mechelen | 10 | 4 | 6 | 805 | 807 | -2   | 14   |
| 5. | Kiev                      | 10 | 2 | 8 | 817 | 934 | -117 | 12   |
| 6. | Fidefinanz Bellinzona     | 10 | 1 | 9 | 669 | 784 | -125 | 11   |

#### Gruppo B
|    | Squadra           | G  | V | P | PF  | PS  | Dif  | P.ti |
| -- | ----------------- | -- | - | - | --- | --- | ---- | ---- |
| 1. | Taugrés Baskonia  | 10 | 9 | 1 | 909 | 840 | +69  | 19   |
| 2. | Benetton Treviso  | 10 | 8 | 2 | 967 | 843 | +124 | 18   |
| 3. | Fenerbahçe        | 10 | 4 | 6 | 847 | 863 | -16  | 14   |
| 4. | Nobiles Włocławek | 10 | 3 | 7 | 878 | 948 | -70  | 13   |
| 5. | Hapoel Tel Aviv   | 10 | 3 | 7 | 824 | 894 | -70  | 13   |
| 6. | ASK Brocēni       | 10 | 3 | 7 | 881 | 918 | -37  | 13   |

|  | Qualificate alle semifinali |
|  | Eliminata                   |

### Semifinali
| Squadra 1        | Totale | Squadra 2         | Andata | Ritorno |       |
| ---------------- | ------ | ----------------- | ------ | ------- | ----- |
| Benetton Treviso | 2 - 1  | Olympique Antibes | 88-95  | 99-93   | 87-83 |
| Iraklis Aspis    | 1 - 2  | Taugrés Baskonia  | 79-78  | 74-79   | 66-70 |

### Finale
| Squadra 1        | Risultato | Squadra 2        |
| ---------------- | --------- | ---------------- |
| Benetton Treviso | 94 - 86   | Taugrés Baskonia |

| Coppa d'Europa 1994-1995   |
| -------------------------- |
| Benetton Treviso 1º titolo |

## Formazione vincitrice
| N° | Naz.                   | Ruolo | Sportivo          |  | Alt. |  |
| -- | ---------------------- | ----- | ----------------- |  | ---- |  |
| 4  | Italia (bandiera)      | A     | Paolo Casonato    |  |      |  |
| 5  | Italia (bandiera)      | P     | Andrea Gracis     |  |      |  |
| 6  | Italia (bandiera)      | G     | Massimo Iacopini  |  |      |  |
| 7  | Italia (bandiera)      | AP    | Riccardo Pittis   |  |      |  |
| 8  | Stati Uniti (bandiera) | AG    | Orlando Woolridge |  |      |  |
| 9  | Italia (bandiera)      | GA    | Maurizio Ragazzi  |  |      |  |
| 10 | Macedonia (bandiera)   | P     | Petar Naumoski    |  |      |  |
| 11 | Italia (bandiera)      | C     | Federico Peruzzo  |  |      |  |
| 12 | Italia (bandiera)      | C     | Alberto Vianini   |  |      |  |
| 13 | Italia (bandiera)      | C     | Denis Marconato   |  |      |  |
| 14 | Italia (bandiera)      | AG    | Riccardo Esposito |  |      |  |
| 15 | Italia (bandiera)      | C     | Stefano Rusconi   |  |      |  |
|    | Italia (bandiera)      | A     | Samuel Gecchele   |  |      |  |
|    | Italia (bandiera)      | C     | Stefano Santovito |  |      |  |
|    | Italia (bandiera)      | All.  | Mike D'Antoni     |  |      |  |